# XChat
XChat, običajno zapisano X-Chat ali xchat, je priljubljeni odjemalec za IRC. Na voljo je za operacijske sisteme podobne Unix, MS Windows (z dodatnimi možnostimi), Mac OS X (X-Chat Aqua) in za druge sisteme temelječe na X Window System (projekt Fink). Njegova programska izvorna koda je odprta z licenco splošnega dovoljenja GNU, program pa je večinoma prost, razen za MS Windows, kjer je program preskusni za preskusno dobo 30 dni in za vmesnik uporablja orodje GTK+. Program ima na voljo vmesnik z zavihki, podpira mnogovrstne strežnike in ima močno konfiguriranje. Razpoložljivi sta tako različici z uporabniškim vmesnikom z ukazno vrstico kot z grafičnim. Na voljo je tudi za  Joli OS, operacijski sistem na osnovi Ubuntu Linux. XChat je tudi priporočeni program slovenskih wikipedistov za komuniciranje na njihovem IRC-kanalu #wikipedia-sl na omrežju freenode.

## Značilnosti
XChat je odjemalec za IRC s polno zmogljivostjo. Vsebuje vse osnovne funkcije, ki jih najdemo v drugih odjemalcih za IRC, vključno s protokoloma za prenos datotek in klepetanja CTCP, DCC, ter različne razširitve za različne programske jezike (npr. vsaj za  C ali C++, Perl, Python, Tcl, Ruby, Lua, CLISP, D, DMDScript, JavaScript in Falcon). S pisanjem razširitev se lahko razširi delovanje in nastavitve XChat. 
XChat se izvaja vsaj na naslednjih operacijskih sistemih: GNU/Linux, FreeBSD, NetBSD, OpenBSD, Solaris, AIX, IRIX, Mac OS X, MS Windows 98/Me/NT/Server/2000/XP/Vista/7 in drugih. Podporo za 98/Me so z uradne postave za MS Windows ukinili, vendar se lahko XChat še vedno prevede za ti dve platformi iz kode ali se dobi z drugih strani postav.

## Licenca
23. avgusta 2004 je uradna postava za MS Windows postala preskusna za preskusno dobo 30 dni, nato pa jo je treba registrirati za 14,95 € (19,99 $). Predhodne proste postave od tedaj niso več na voljo.
Zamenjava licence je sprožila več očitkov. Ker projekt XChat nima zahtevanega naloga za avtorske pravice, skrbnik projekta XChat Peter Železný (zed) dejansko nima avtorskih pravic za celotno kodo. Veliko jih meni, da to ni v skladu z GPL, še posebej, ker koda za uveljavljanje preskusnih programov ni razkrita. Znesek za preskusni program naj bi bil potreben zaradi prekomernega časa, ki je potreben za prevajanje programa za MS Windows.
Poleg preskusnega programa so na voljo tudi neuradne proste postave XChat za MS Widows, ki večinoma vzdržujejo izvršne datoteke zadnje izdaje, še posebej postave na podlagi SVN.